# كرة الطلاء

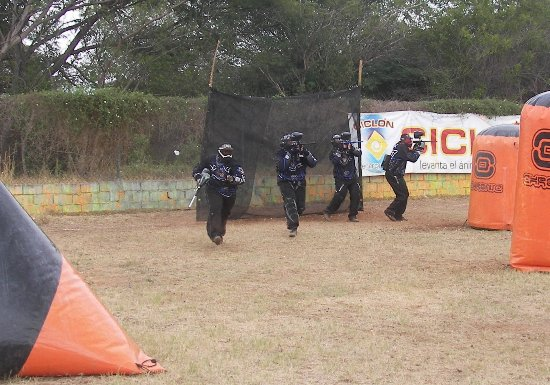

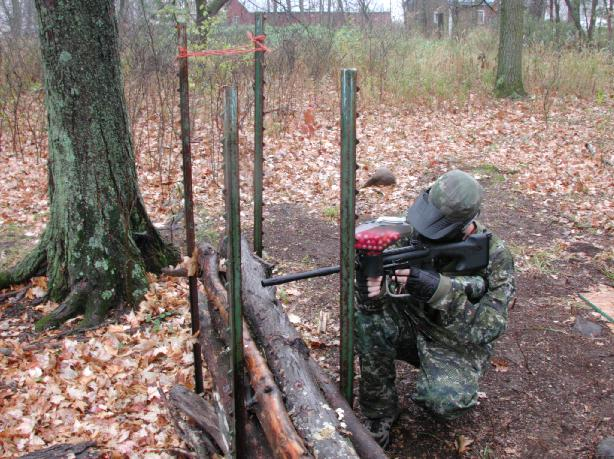
وقال لاعب woodsball يطلقون النار على المعارضين من وراء غطاء. علما الأسهم ومشاهد للعب woodsball النمط.

كرة الطلاء هي رياضة،  يتنافس خلالها اللاعبون، في فرق أو بانفراد، للقضاء على خصمهم بواسطة ضربهم بكرات صغيره تحتوي على طلاء (تشير الي الكره المطليه) من بندقية خاصة تسمى علامة كرة الطلاء.. وتصنع كرات الطلاء من بوليمرات (بولي اثليلين جليكول)غير سامة تذوب في الماء وتتحلل.وتلعب هذه الرياضة في مسابقات ودوريات بين الفرق المحترفة واللاعبين. تعتمد على المكان، اللعبة تلعب إما في أماكن مغلقه أو في أماكن مفتوحة بمساحات متفاوتة.حقل اللعبة هو متناثر مع تضاريس طبيعية أو اصطناعية، والتي يستخدمها اللاعبين للعب الاستراتيجية.
قواعد لعبة كرة الطلاء تختلف، ولكن يمكن أن تشمل الاستيلاء على العلم، والقضاء، والدفاع أو الهجوم على نقطة معينة أو منطقة، أو التقاط الأشياء التي تم اخفائها في منطقة اللعب. اللعبة يمكن أن تستمر من ثواني إلى ساعات.
وتختلف قانونية اللعبة من مكان إلى آخر ولكن في معظم البلاد حيث يسمح بلعبها فإن قوانين اللعبة تطبق بشكل صارم ويلزم اللاعبين بوضع قناع للحماية.
وتمارس هذه الرياضة أيضا بواسطة القوات العسكرية والشبه عسكرية وقوات تطبيق القانون لزيادة التدريب العسكري والقدرة على حمل السلاح واستخدامه.وكذلك أيضا التدريب على حالات الشغب.

## المعدات
تختلف المعدات المستخدمة باختلاف طور اللعبة وأيضا باختلاف التكلفة المالية ولكن أي مستخدم للعبة تقريبا يشترك في ثلاث أدوات رئيسية:
- صانع كرات الطلاء (البندقية): وهي القطعة الرئيسية وتستخدم في اطلاق الكرات واستهداف الخصوم ويجب أن تحتوي على مخزن يحتوي على الذخيرة (كرات الطلاء) ويتم تغذية البندقية بالذخيرة إما بقوة الجاذبية (سقوط الكرات من المخزن مباشرة في البندقية) أو باستخدام جهاز يعمل بالكهرباء.ويتم ادخال تحسينات باستمرار على وسيلة الإطلاق فتطورت البندقية بشكل كبير وزاد معدل اطلاق النيران ويستخدم الضغط في اطلاق الكرات ويقدر الضغط ب5000 وحدة ضغط جوي
- الكرات: وهي الذخيرة المستخدمة في إصابة الخصم وهي عبارة عن كرات ذات غشاء رقيق جدا حتى يضمن انفجار الكرات فور اصطدامها.ويوجد داخل الغشاء سائل كثيف ساطع يصعب مسحه أو اخفائه أثناء اللعب.المواد المستخدمة في صناعة الكرات هي مواد تتحلل كيميائيا وتدخل في صناعة الطعام وهي مواد غير سمية وصديقة للبيئة.وقد تجنب القائمين على صناعة وتوزيع هذه الكرات استخدام الكرات الزيتية التقليدية.
- القناع (غطاء الوجه): وهو قناع يستخدم في الحماية وقد كان في البداية يشبه ذلك المستخدم في المعامل وتطور بعد ذلك ليشبه ذلك المستخدم التزحلق على الجليد.والقناع يغطى كامل العينين والفم والاذنين

## الروابط الخارجية
- كرة الطلاء على مشروع الدليل المفتوح